# لاکهید ئی‌پی-۳
لاکهید ئی‌پی-۳ (به انگلیسی: Lockheed EP-3) یک هواگرد ساختِ کارخانهٔ لاکهید کورپوریشن در کشور ایالات متحده آمریکا است. نخستین استفاده‌کنندهٔ این هواگرد نیروی دریایی ایالات متحده آمریکا بوده‌است.